# 布蘭登·格雷斯
布蘭登·格雷斯（Branden John Grace，1988年5月20日—）是南非的一位高爾夫球運動員。他現在參加高爾夫歐巡賽以及陽光巡迴賽的賽事。在2012年，他首次參加歐巡賽的比賽，並且贏得了其中四個賽事的冠軍。